# Silva (1940–2020)
Silva, właśc. Wálter Machado da Silva (ur. 2 stycznia 1940 w Ribeirão Preto, zm. 29 września 2020 w Rio de Janeiro) – piłkarz brazylijski grający na pozycji napastnika.

## Kariera klubowa
Silva karierę piłkarską rozpoczął w 1956 roku w klubie São Paulo FC. W 1957 roku zdobył mistrzostwo stanu São Paulo – Campeonato Paulista. W 1964 przeszedł do Botafogo Ribeirão Preto, w którym grał do 1961 roku. W latach 1961–1964 występował w Corinthians Paulista. W latach 1965–1966 występował we CR Flamengo. Z klubem z Rio zdobył mistrzostwo stanu Rio de Janeiro – Campeonato Carioca w 1965 roku. W 1966 wyjechał do ekwadorskiej Barcelony. W 1967 roku występował w Santosie FC, z którym zdobył mistrzostwo stanu São Paulo.
W 1968 roku powrócił do Flamengo. W 1969 roku występował w Argentynie w klubie Racing Club de Avellaneda. Po powrocie do Brazylii został zawodnikiem CR Vasco da Gama, z którym zdobył mistrzostwo stanu Rio de Janeiro w 1970. 10 września 1972 w wygranym 1-0 meczu z Clube Atlético Mineiro zadebiutował w lidze brazylijskiej. Ostatni raz w lidze zagrał 17 grudnia 1972 w zremisowanym 1-1 meczem SC Internacional. W lidze brazylijskiej rozegrał 23 mecze i strzelił 7 bramek. Karierę zakończył w kolumbijskim Junior Barranquilla w 1974 roku.

## Kariera reprezentacyjna
14 maja 1966 w Rio de Janeiro Silva zadebiutował w reprezentacji Brazylii, w wygranym 3-1 meczu przeciwko reprezentacji Walii. Był to udany debiut, gdyż Silva zdobył pierwszą bramkę dla Brazylii. W 1966 Silva pojechał z reprezentacją Brazylii do Anglii na Mistrzostwa Świata i zagrał w meczu grupowym przeciwko Portugalii, który był jego ostatnim meczem w reprezentacji.